# Fikardou
Fikardou (in greco Φυκάρδου?) è un antico insediamento cipriota che ha conservato le tradizionali caratteristiche medievali. Si trova sulle pendici sud-orientali dei monti Troodos, a circa 40 km a sud-ovest di Nicosia. Oggi il villaggio è quasi interamente disabitato. È collegato da due strade, una da Klirou e l'altra da Kalo Chorio Klirou. Nelle vicinanze si trovano anche il villaggio tradizionale di Lazanias e il monastero di Machairas. Il villaggio è di proprietà del Dipartimento delle Antichità di Cipro e nel 1978 è stato dichiarato Patrimonio dell'Umanità.

## Storia
Tra il 400 e l'800 d.C. la storia di Cipro è stata segnata da tumulti e rivolte a causa delle leggi antipagane e delle invasioni arabe. Questo ha comportato la formazione di gruppi di oppositori in fuga all'oppressione, che si sono stabiliti sulla regione montuosa.
Secondo la leggenda, la regione era controllata da due clan principali: i Kourries della zona di Kourion (che controllavano il versante orientale della montagna) e i Braves della zona di Tamassos (che controllavano il versante occidentale della montagna). Nel 700 d.C. un gran numero di prigionieri di guerra ciprioti rimpatriati da Cizico Propontide si unirono ai clan e rafforzarono il potere dei gruppi di fuggitivi nella regione, ponendo fine alle persecuzioni del governo.
Secondo questa versione, il nome del villaggio di Fikardou deriva dal greco Fygá andreíou (in greco φυγά ανδρείου?), che vuol dire "clan dei coraggiosi fuggitivi". Un’etimologia più plausibile sarebbe invece Fygá ándron (in greco φυγά άνδρον?), che significa "covo di fuggiaschi". Tuttavia, la ricerca storica  indica un'origine diversa: quella derivante dal cognome dei feudatari della zona, risalente all'epoca dei Lusignano.

## Galleria d'immagini

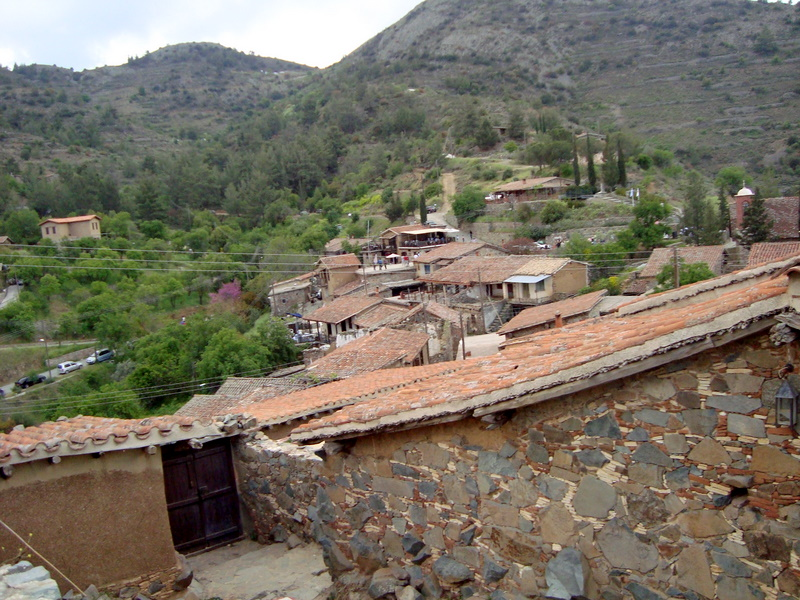
Vista sulle montagne di Fikardou
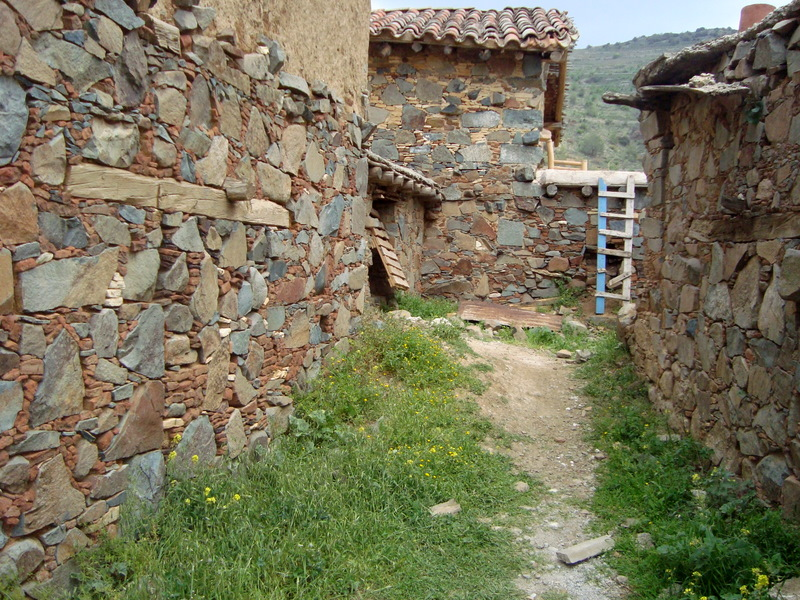
Sentieri di Fikardou